# Confutatisの祈り
「Confutatisの祈り」（コンフターティスのいのり）は、ARTERY VEINの楽曲。同グループ1枚目のシングルとして2010年8月25日に5pb.Recordsから発売された。

## 概要
喜多村英梨と今井麻美によるユニット。ARTERY VEINのデビューシングル。表題曲「Confutatisの祈り」は、PSP用ゲームソフト『コープスパーティー ブラッドカバー リピーティッドフィアー』のエンディングテーマとなっており、濱田曰く「映画音楽のようなものを作りたかった。」とのこと。カップリングの「Splendid Flowers」は、PS2用ゲームソフト『花と乙女に祝福を〜春風の贈り物〜』のオープニングテーマとして使用された。

## 収録曲
全編曲：悠木真一
1. Confutatisの祈り [5:54] 
作詞・作曲：濱田智之
2. Splendid Flowers [4:02] 
作詞：Eb/B、作曲：MAKIKO
3. Confutatisの祈り（off vocal）
4. Splendid Flowers（off vocal）